# Anne de Schleswig-Holstein-Sonderbourg-Wiesenbourg
Anne Frédérique Philippine de Schleswig-Holstein-Sonderbourg-Wiesenbourg (4 juillet 1665 - 25 février 1748), est un noble allemande, membre de la Maison d'Oldenbourg et par mariage duchesse de Saxe-Zeitz-Pegau-Neustadt.
Née à Wiesenburg, elle est la treizième des quinze enfants nés du second mariage de Philippe-Louis de Schleswig-Holstein-Sonderbourg-Wiesenbourg avec Anne-Marguerite de Hesse-Hombourg.

## Biographie
Au Château de Moritzburg, le 27 février 1702, Anne-Frédérique-Philippine épouse Frédéric-Henri de Saxe-Pegau-Neustadt. Ils ont deux enfants, dont un seul parvient à l'âge adulte:
1. Maurice-Adolphe-Charles de Saxe-Zeitz-Neustadt (de) (Moritzburg, 1er décembre 1702 - Pöltenberg, 20 juin 1759), Duc de Saxe-Zeitz-Pegau-Neustadt (1713-18), Évêque de Hradec Králové (Königrgrätz) (1732) et de Litoměřice (Leitmeritz) (1733-52),
2. Dorothée-Charlotte (Moritzburg, 20 mai 1708 - Moritzburg, 8 novembre 1708).

Anne-Frédérique-Philippine meurt à Neustadt an der Orla l'âge de 82 ans.